# Жемчужников, Лев Михайлович
Лев Миха́йлович Жемчу́жников (1828—1912) — русский и украинский график и живописец. Был членом «Общества аквафортистов» (1869—1870) и Московского художественного общества (1875—1892). Выступал также как художественный критик; его статья «Несколько замечаний по поводу последней выставки в Санкт-Петербургской Академии художеств» (1861) имела большой резонанс. Мемуарист.

## Биография

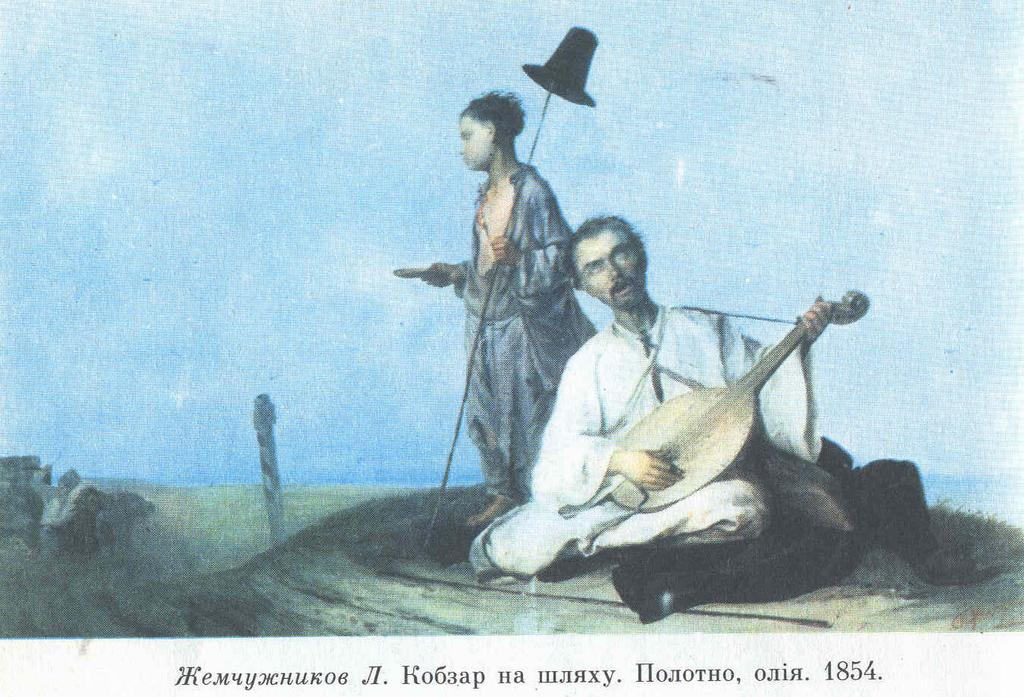
Кобзарь на дороге, 1854 год

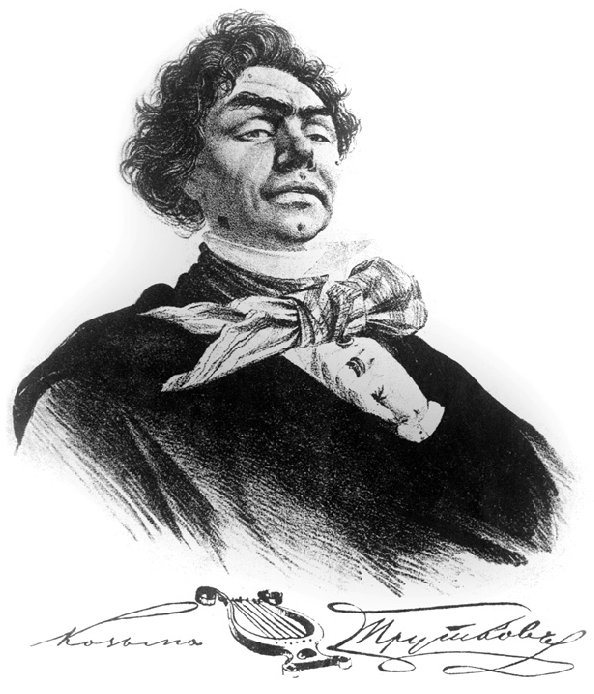
Портрет Козьмы Пруткова работы Л. М. Жемчужникова

Родился 2 (14) ноября 1828 года в семье потомственного дворянина Орловской губернии Михаила Николаевича Жемчужникова (1788—1865). Родные братья — Алексей, Александр, Владимир, Николай, Михаил и сестра Анна.
Учился в Александровском (1835—1839), 1-м кадетском (1839—1845) и Пажеском корпусах (1845—1848). Но он желал заниматься искусством и по совету К. П. Брюллова стал заниматься в Академии художеств; по его словам «начал писать масляными красками, под руководством А. Е. Егорова, копируя этюды его головок с полнатуры».
В 1852—1853 годах Жемчужников гостил по приглашению хозяев в украинском имении Разумовских, родственников по материнской линии: его мать Ольга Алексеевна Перовская (1798—1833) была внебрачной дочерью А. К. Разумовского. Здесь он увлекся стихами Тараса Шевченко и познакомился с ним. Впоследствии, в своих воспоминаниях он написал: «Я старался изучить быт малороссов, зачерчивал в свои альбомы и записные книжки пейзажи, типы, строения, утварь, записывал песни, сказки и всё меня интересующее». Часть этого этнографического материала была напечатана во втором томе «Записок о южной Руси» П. А. Кулиша (1857) и журнале «Основа» (1862), а рисунки изданы в виде альбома: «Живописная Украйна» (СПб., 1861—1862).
В начале осени 1855 года посетил осаждённый Севастополь[прояснить].
В 1856—1860 годах, благодаря финансовой помощи сестры матери, графини Анны Алексеевны — матери А. К. Толстого, — побывал в заграничной поездке (Германия, Швейцария, Франция), где изучал искусство офорта в Париже у А. Глеза. Увлекшись этой техникой, он почти оставил живопись. В 1858 году совершил путешествие в Грецию, Египет, Ливан, Палестину, Сирию.
В 1860—1862 годах жил в Санкт-Петербурге, стал соавтором портрета Козьмы Пруткова.
В 1862 году уехал в Пензенскую губернию — до 1870 года жил в деревне Аршуковка Чембарского уезда, занимался живописью. Избирался Чембарским уездным предводителем дворянства, гласным уездного земского собрания, в 1868 году — председателем уездной управы, а в 1869 году — почётным мировым судьёй.
С 1875 до начало 1900-х годов служил при московском художественном обществе. Передал своё художественное собрание И. Н. Терещенко и занялся написанием мемуаров: «Воспоминания о П. А. Федотове» («Артист», 1893. — Кн. 28); «Отрывки из моих воспоминаний о пятидесятых годах» (Вестник Европы. — 1899. — Кн. 11); «Мои воспоминания из прошлого» (Вестник Европы. — 1900. — Кн. 11-12; Л.: Искусство, 1971. — 447 с. ил.); «Александр Егорович Бейдеман: биографический очерк» (Вестник Европы. — 1906. — Кн. 2).
Скончался 24 июля (6 августа) 1912 года в Царском Селе. Похоронен в Москве, на Пятницком кладбище.

## Семья
Женат на Ольге (Акулине) Степановне Кабановой (1839—1909), бывшей крепостной графа де Бальмен. Влюбившись в будущую жену, выкрал её из имения графа и вывез в Париж по быстро оформленным паспортам. Их дети:
- Юрий Львович (1857—1962)
- Елена Львовна (1858—1952), в первом браке за юристом Николаем Андреевичем Павловым (разведены), внуком выдающегося российского скульптора Сантина Петровича Кампиони (1774—1847). Среди потомков этого брака — артист балета Новосибирского театра оперы и балета Константин Николаевич Колотов (праправнук). Вторым — за присяжным поверенным Иваном Петровичем Лебедевым;
- Ольга Львовна (1865 — ок. 1921), замужем за титулярным советником Александром Сигизмундовичем Мерхелевичем (13.09.1850—01.08.1900), потомственным дворянином Рязанской губернии, председателем Общества любителей конского бега Рязанской губернии, сыном С. В. Мерхелевича[2]. А. С. Мерхелевич являлся наследником огромного состояния рязанского масонского рода Дубовицких и их знаменитого имения Стенькино[3]. Его мать — Софья Александровна (Aurora), урожд. Дубовицкая (26.06.1821—14.05.1883), дочь известного масона, основателя секты «Возрождение» или «Духовные скопцы» хлыстовского толка в Рязанской губернии А. П. Дубовицкого[4][5] и М. И. Озеровой и сестра выдающегося русского хирурга, профессора, президента С.-Петербургской Медико-Хирургической академии П. А. Дубовицкого. Вторым браком за Василием Васильевичем Тютчевым (первым браком был женат на графине Наталье Аркадьевне, урожд. Воронцовой-Вельяминовой). Среди детей: дочь Ольга Александровна, урожд. Мерхелевич (1891—1942) была замужем за Анатолием Аристарховичем Карпенко[6] (13.09.1881—1942), в годы советско-польской войны служившим начальником штаба 3-й кавалерийской дивизии Г. Д. Гая. Вместе с мужем занималась восстановлением племенного коневодства в Джизакском рассаднике[7] (Тифлис) и восстановлением караирской лошади. Её портрет в имении Стенькино, написанный художником А. В. Маковским в 1909 году, хранится в Рязанском художественном музее им. Пожалостина. Сын Алексей Александрович Мерхелевич (18.09.1893—?), активный участник белого движения, женат на балерине Большого театра Александре Николаевне, урожд. Николаевой. Внучка — Ольга Николаевна, урожд. Волкова[8] (04.10.1937—21.09.1909), хормейстер, заслуженный деятель искусств УССР, основатель русского народного ансамбля «Русская песня» (Одесса), известный пропагандист русской народной песни на Украине. Была замужем (в разводе с 1995) за майором авиации Ю. Н. Синюгиным (11.05.1939), у них дети: Вадим и Юрий. Внук — Виктор Евгеньевич Плуталов (01.01.1946), музыкант, артист оркестра Большого театра. Был женат на Наталье Алексеевне, урожд. Корольковой (в разводе).
- Галина (Ганна, Анна) Львовна (1875—1939), замужем (в разводе с 1909) за выдающимся русским художником, передвижником Александром Владимировичем Маковским (24.05.1869—26.10.1924). Дети: Ольга Александровна Маковская (24.01.1897—17.11.1984), замужем за доктором медицины Н. И. Николаевым, Елена Александровна Маковская (09.08.1898-01.01.1995), замужем за военным инженером-путейцем С. М. Енокьяном (1892—1937), Лев Александрович Маковский (1904—1942), женат на художнице Т. А. Арамянц. Среди потомков: артист ТЮЗ С.-Петербурга Ю. С. Енокьян (24.01.1928—15.09.1989), библиограф И. С. Енокьян, юрист, депутат ГД РФ А. Л. Маковский.

## Публикации текстов
- Жемчужников Л. М. Мои воспоминания из прошлого / [Вступ. статья, с. 3–22, и общ. ред. А. Г. Верещагиной ; коммент. А. Г. Верещагиной и М. Н. Шумовой]. — Л. : Искусство, 1971. — 446 с., 17 л. ил. — 30 000 экз.